# 兴隆洼文化
兴隆洼文化是中国北方的新石器时代文化类型，得名于1982年发现的内蒙古自治区赤峰市敖汉旗兴隆洼遗址。主要分布在内蒙古东部，辽宁西部的西辽河、大凌河流域。距今约7500-8000年，早于红山文化。

## 重要遗址
经过较大规模发掘的遗址有：
- 兴隆洼遗址，内蒙古自治区敖汉旗
- 兴隆沟遗址，内蒙古自治区敖汉旗
- 查海遗址，辽宁省阜新县
- 南台子遗址，内蒙古自治区克什克腾旗
- 白音长汗遗址，内蒙古自治区林西县

## 特征
兴隆洼文化是内蒙古、辽宁草原地区到目前为止发现的最早的新石器时代文化类型。在兴隆洼遗址发现的聚落遗迹中，有围沟环绕的近百座半地穴式方形或长方形房屋，内有灶址。石制工具多为打制，但亦有磨制、琢制和压制，种类有石铲、石斧、石锛、石凿、磨盘、磨棒等。陶器均夹砂陶，胎厚重，烧制火候比较低，质疏松，表面大多有纹饰，以压印为主，有网格纹、交叉纹和之字形纹等，多罐状敞口或敛口器形，亦有少量钵类。骨器种类较多，常见的有骨锥、骨匕等。
兴隆洼文化与时代稍晚的红山文化和新乐文化下层均有一定联系。

## 参看
- 红山文化
- 新乐文化
- 中国新石器文化列表